# Nora (Schweden, Gemeinde)
Koordinaten: 59° 31′ N, 15° 2′ O

Nora ist eine Gemeinde (schwedisch kommun) in der schwedischen Provinz Örebro län und der historischen Provinz Västmanland. Der Hauptort der Gemeinde ist Nora.

## Geographie
Die Gemeinde liegt in der Region Bergslagen.

Die kleine Hafenpromenade von Nora

## Geschichte
Die Gemeinde Nora entstand 1965 durch Zusammenlegung der Gemeinde Noraskog und Stadt Nora.

## Wirtschaft
Das Gebiet der heutigen Gemeinde war bis 1960 ein wichtiger Standort für die schwedische Eisenherstellung. 1967 wurde die letzte Grube stillgelegt. Als Folge dessen wurde ein Eisenbahnmuseum gegründet (Bahnstrecke Nora–Ervalla). Heute sind die meisten Unternehmen in der Gemeinde Nora Kleinbetriebe. Größter privater Arbeitgeber ist Alfred Nobels erste Firma, die Nitro Nobel AB mit rund 400 Angestellten in Gyttorp.

## Politik
Der Gemeinderat wird in direkter Wahl alle vier Jahre gewählt. In Nora besteht dieser aus 35 Mitgliedern.
Die Mandatsverwaltung der Parteien ist folgende:
- 12 Sitze: Sveriges socialdemokratiska arbetareparti
- 5  Sitze: Moderata samlingspartiet
- 4  Sitze: Sverigedemokraterna
- 3  Sitze: Norapartiet (kommunale Partei)
- 3  Sitze: Landsbygdspartiet oberoende
- 3  Sitze: Centerpartiet
- 2  Sitze: Vänsterpartiet
- 1  Sitz: Folkpartiet liberalerna
- 1  Sitz: Kristdemokraterna
- 1  Sitz: Miljöpartiet de Gröna

## Partnerstädte
- Köyliö, Finnland
- Kõo, Estland
- Fladungen, Bayern
- Hône, Italien